# Кастийон-Масас
Кастийо́н-Маса́с (фр. Castillon-Massas) — коммуна во Франции, находится в регионе Юг — Пиренеи. Департамент — Жер. Входит в состав кантона Жегён. Округ коммуны — Ош.
Код INSEE коммуны — 32089.

## География

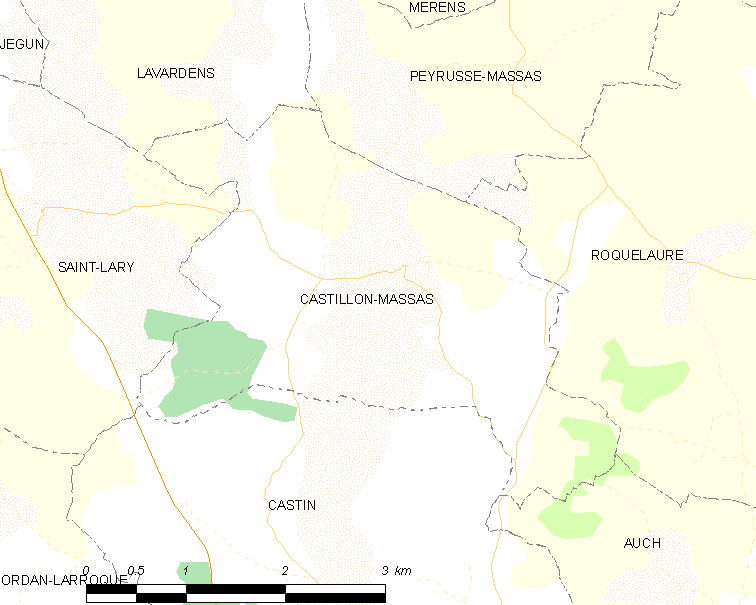
Карта коммуны

Коммуна расположена приблизительно в 590 км к югу от Парижа, в 75 км западнее Тулузы, в 9 км к северу от Оша.

## Климат
Климат умеренно-океанический. Лето жаркое и немного дождливое, температура часто превышает 35 °С. Зимой часто бывает отрицательная температура и ночные заморозки. Годовое количество осадков — 700—900 мм.

## Население
Население коммуны на 2010 год составляло 249 человек.
| 1962 | 1968 | 1975 | 1982 | 1990 | 1999 | 2010 |
| ---- | ---- | ---- | ---- | ---- | ---- | ---- |
| 175  | 130  | 146  | 169  | 171  | 197  | 249  |

## Администрация
| Период | Период | Фамилия        | Партия        | Примечания |
| ------ | ------ | -------------- | ------------- | ---------- |
| 2001   | 2020   | Бернар Каррера | Разные правые |            |

## Экономика
В 2010 году среди 155 человек трудоспособного возраста (15-64 лет) 115 были экономически активными, 40 — неактивными (показатель активности — 74,2 %, в 1999 году было 67,9 %). Из 115 активных жителей работали 106 человек (57 мужчин и 49 женщин), безработных было 9 (6 мужчин и 3 женщины). Среди 40 неактивных 11 человек были учениками или студентами, 23 — пенсионерами, 6 были неактивными по другим причинам.

## Достопримечательности
- Церковь Св. Иоанна Крестителя (XVII век). Исторический памятник с 1984 года[4]